# Mejicanos
Mejicanos is een stad en gemeente in het Salvadoraanse departement San Salvador. Er zijn 146.000 inwoners op 22 km², dus bijna de dichtst bevolkte gemeente van het land.